# Perrierina matai
Perrierina matai är en musselart som beskrevs av Fleming 1948. Perrierina matai ingår i släktet Perrierina och familjen Cyamiidae. Inga underarter finns listade i Catalogue of Life.